# Kim Cobb
Pour les articles homonymes, voir Cobb.
Kim Cobb (née en 1974) est une climatologue américaine. Elle est professeure à l'École des sciences de la Terre et de l'atmosphère du Georgia Institute of Technology, et boursière de la Georgia Power Faculty. Elle s'intéresse particulièrement à l'océanographie, à la géochimie et à la modélisation des paléoclimats.

## Jeunesse et éducation
Kim Cobb est née en 1974 à Madison, en Virginie, aux États-Unis. Elle a grandi à Pittsfield, dans le Massachusetts. Elle s'est intéressée à l'océanographie après avoir suivi une école d'été à l'Institut océanographique de Woods Hole, dans le Massachusetts. Elle a étudié la biologie et la géologie à l'Université Yale, où elle a pris de plus en plus conscience des causes anthropiques du changement climatique. Après avoir obtenu son diplôme en 1996, Cobb a obtenu son doctorat en océanographie à l'Institut d'océanographie Scripps en 2002, à la recherche d'événements El Niño dans un noyau de sédiments de Santa Barbara. Elle a passé deux ans en tant que post-doc à Caltech avant de rejoindre Georgia Tech en tant que professeur assistant en 2004. Elle a publié plus de 100 publications dans des revues spécialisées. Elle est devenue professeure titulaire en 2015 et supervise plusieurs étudiants au doctorat et à la maîtrise.

## Recherche

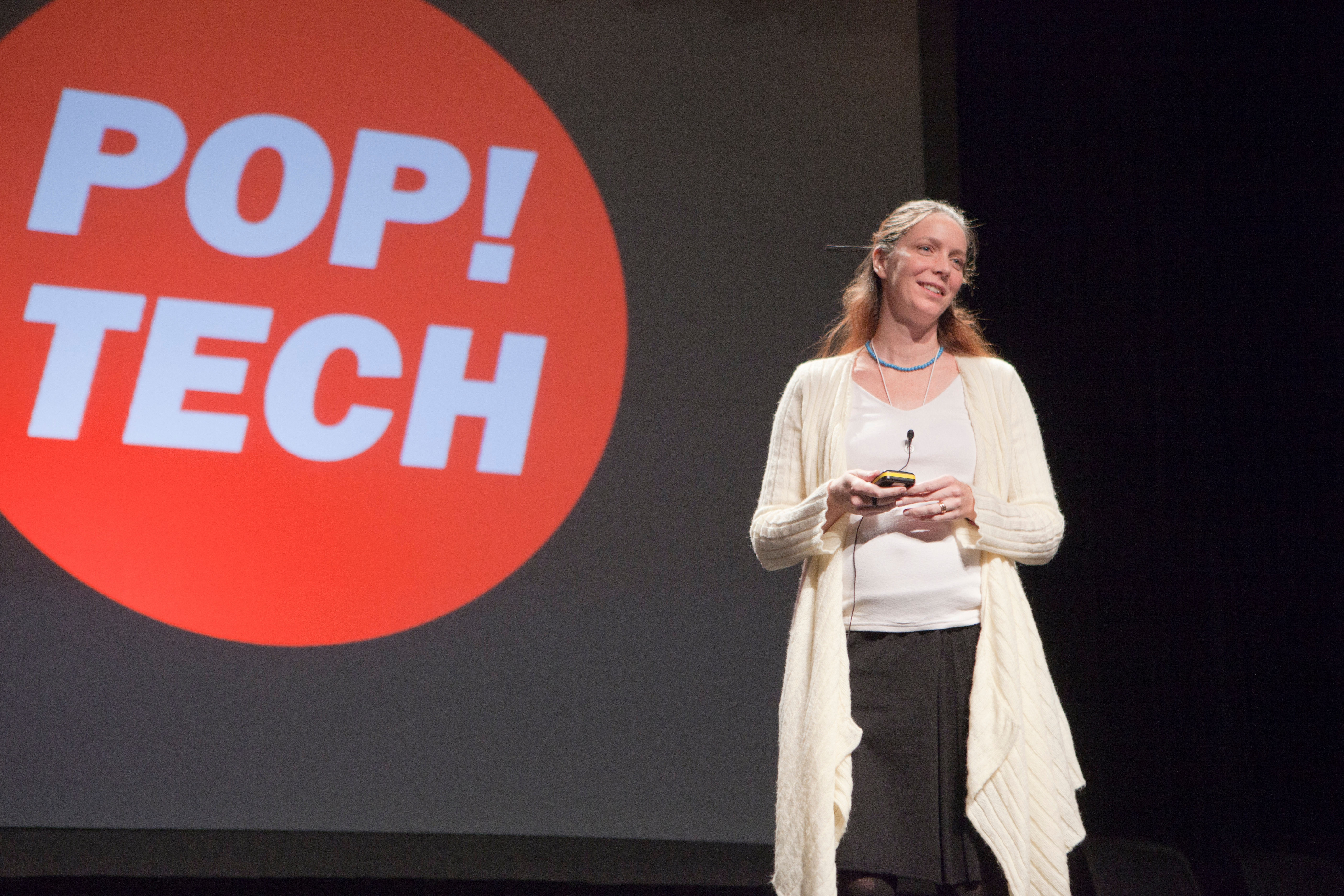
Kim Cobb faisant un discours à PopTech (2010).

Le groupe de Kim Cobb cherche à comprendre le changement climatique mondial et à identifier les causes naturelles et anthropiques. Les recherches de Cobb l'ont amenée à effectuer plusieurs voyages océanographiques dans le Pacifique tropical et des expéditions de spéléologie dans les forêts tropicales humides de Bornéo. Elle se concentre sur les coraux et les stalagmites des grottes, en particulier ceux des derniers siècles. Son groupe génère des enregistrements haute résolution des échantillons qu'il collecte, surveille la variabilité climatique, crée des modèles et caractérise la variabilité dans le Pacifique et à Bornéo. Elle et son équipe ont recueilli d'anciens fragments de corail des îles de Kiribati et de Palmyre, les ont datés avec une datation par l'uranium-thorium, puis ont utilisé les stades isotopiques de l'oxygène pour mesurer l'intensité des événements El Niño au cours des 7 000 dernières années. Cobb fait partie du comité de rédaction de Geophysical Review Letters.

## Récompenses
- 2007 : Prix NSF CAREER et le Georgia Tech Education Partnership Award[6].
- 2008 : Reconnue comme l'un des meilleurs jeunes scientifiques américaines et a remporté le prix présidentiel pour début de carrière, destiné aux scientifiques et ingénieurs[7].

Cobb était un invité à l'événement de la Maison Blanche sur les politiques de flexibilité du lieu de travail en 2011

## Engagement public
Cobb siège au panel sur les sciences du climat de l'Association américaine pour l'avancement des sciences, au panel international CLIVAR Pacific et au panel international d'intersection PAGES-CLIVAR  Elle siège au conseil consultatif de l'Institut Leshner pour l'engagement du public AAAS.
Cobb est une défenseure des relations avec les communautés et donne régulièrement des conférences sur les sciences du climat dans les écoles, les collèges et autres groupes publics. Elle a été impliquée dans la politique et est l'auteur de plusieurs articles d'intérêt public sur le changement climatique, essayant d'inciter d'autres climatologues à prendre la parole dans un débat international. Elle est apparue dans le documentaire de Showtime Years of Living Dangerously, qui a remporté plusieurs prix Emmy Awards. En ce qui concerne Real Scientists, Cobb plaide en faveur de l’étude du paléoclimat : « Les données climatiques déterminantes sont bien trop courtes pour permettre d’identifier certains des plus importants changements climatiques sous forçage. Les données paléoclimatiques arrivent à la rescousse, notamment les sécheresses passées, événements extrêmes et changement du niveau de la mer ». Cobb a présenté un exposé lors de la Marche pour la science, tenue à Atlanta (Géorgie) en avril 2017,.

## Diversité
À Georgia Tech, elle est professeure ADVANCE pour la « diversité institutionnelle », dans le cadre des efforts de la National Science Foundation pour accroître la représentation et l'avancement des femmes dans les sciences et l'ingénierie.